# Кленгель, Юлиус
Ю́лиус Кле́нгель (нем. Julius Klengel; 24 сентября 1859, Лейпциг ― 27 октября 1933, там же) ― немецкий виолончелист и композитор. Брат Пауля Кленгеля.

## Биография
Братья Кленгели были музыкантами в четвёртом поколении. Их прадед Иоганн Готлиб (1761—1848) был органистом в городке Штольпен, их дед Мориц Готхольд — одним из ведущих скрипачей в Оркестре Гевандхауса, их отец, Юлиус Вильгельм Кленгель (он же Юлиус Кленгель-старший; 1818—1879), преподавал в гимназии, но также опубликовал ряд камерных композиций. Сестра Юлиуса Вильгельма, Паулина (1831—1888), пианистка, вышла замуж за концертмейстера Оркестра Гевандхауза Энгельберта Рёнтгена, также родоначальника музыкальной династии. Как писала в своих воспоминаниях Этель Смит, семья Кленгелей легко могла составить фортепианный квинтет, а вместе с Рёнтгенами уже и небольшой оркестр.
Юлиус Кленгель начал учиться игре на виолончели в семилетнем возрасте, его основным наставником стал концертмейстер виолончелей в Оркестре Гевандхауса Эмиль Хегар. Кроме того, он изучал теорию музыки у Саломона Ядассона. В возрасте пятнадцати лет был принят в тот же оркестр и в с 1881 по 1924 гг. был, в свою очередь, концертмейстером виолончелей. Одновременно с 1881 года преподавал в Лейпцигской консерватории, с 1899 года профессор; среди его учеников в разное время были Гильермина Суджа, Эммануэль Фойерман, Григорий Пятигорский, Уильям Плит, Эдмунд Курц, Пауль Грюммер, Людвиг Хёльшер, Константин Шапиро, Хидэо Сайто и другие известные виолончелисты. Кленгель обладал исключительным педагогическим дарованием, умея развивать индивидуальные особенности и склонности своих учеников; его уроки изобиловали интересными примерами благодаря его выдающейся эрудиции и памяти.
Кленгель много выступал как солист, начиная с гастрольного турне 1878 года, и был постоянным участником Гевандхаус-квартета (также в 1881—1924 гг.), но выступал и в составе квартета под руководством Адольфа Бродского. В 1882 году Кленгель посетил Санкт-Петербург, где взял несколько консультаций у Карла Давыдова и выступил в составе струнного квартета под руководством Леопольда Ауэра (заменив штатного виолончелиста Александра Вержбиловича при исполнении произведений Шуберта и Брамса); в 1887 году он впервые в России исполнил Второй виолончельный концерт Йозефа Гайдна, в 1889 году вновь выступал в Петербурге в составе квартета Бродского. Исполнение Кленгеля, о котором можно судить по некоторым сохранившимся записям — в частности, Шестой сюите Иоганна Себастьяна Баха, записанной в 1927 году, — носило консервативный характер и стремилось, прежде всего, к технической точности и научной обоснованности; неупотреблением вибрато оно напоминает скрипичную манеру Йозефа Иоахима.

## Композиции
Кленгелю принадлежат многочисленные произведения для собственного инструмента, в том числе четыре виолончельных концерта и концерт для двух виолончелей с оркестром, три концертино для виолончели и фортепиано, сюита для виолончели и органа, Гимн для двенадцати виолончелей, посвящённый Артуру Никишу и исполненный в честь его 60-летия, а затем на его похоронах. Кроме того, Кленгелем написано множество этюдов и упражнений, другой музыки дидактического назначения. Кленгелевские редакции классического виолончельного репертуара до сих пор используются исполнителями на этом инструменте.